# Гостиница в Осаке
«Гостиница в Осаке» (яп. 大阪の宿, Осака-но ядо; англ. An Inn at Osaka) — чёрно-белый фильм-драма режиссёра Хэйноскэ Госё, вышедший на экраны в 1954 году. Экранизация одноимённого романа Такитаро Минаками.

## Сюжет
Кёити Мито, менеджер страховой компании из Токио, был понижен в должности из-за разногласий с начальником и отправлен для дальнейшей работы в Осаку. Там он находит жильё в недорогой гостинице Суйгэцу и завязывает знакомства с горожанами. Особое место среди новых знакомств занимают горничные из гостиницы, вечно пьяная гейша и таинственная женщина, которую Мито случайно встретил у почтового ящика.
Старшая из горничных, — Оцуги пытается экономить деньги, нужные ей для содержания своего сына, отданного на попечение школы-пансиона. Орика крадёт деньги у постояльцев для безработного мужа, а Оёнэ ещё молода и интересуется только мужчинами, зарабатывая на жизнь продажей своего тела.
Сослуживец Мито, господин Имото задолжал деньги боссу и покончил с собой, другой друг Мито, Тавара решает уйти с работы, так как очень сложно работать в этой компании и оставаться порядочным человеком. Один из постоянных клиентов гостиницы, господин Норо создаёт неприятности всем окружающим, а в результате отказывает хозяйке заведения в финансовой поддержке. Дабы выжить в сложившейся ситуации, хозяйка вынуждена превратить отель в бордель.
И наконец, гейша Увабами, страдающая от неразделённой любви к Мито и постоянно заливающая своё горе большими дозами сакэ. В фильме собран как бы срез послевоенного японского общества с его мечтами о счастье, но ни один из персонажей не доволен складывающейся жизнью. Борьба за существование является основной темой этого печального фильма.

## В ролях
- Сюдзи Сано — Кёити Мито
- Нобуко Отова — Увабами
- Мицуко Мито — Орика
- Хироко Кавасаки — Оцуги
- Сатико Хидари — Оёнэ
- Эйко Миёси — хозяйка гостиницы
- Харуо Танака — начальник
- Митико Мэгуми — Кимико Имото
- Хе Китадзава — господин Имото
- Киоко Анзаи — Омицу
- Тораносукэ Огава — господин Норо
- Минь Татара — Оссан

## Награды и номинации
15-й Венецианский кинофестиваль (1954)
- Номинация на Золотого льва св. Марка.